# Metellina kirgisica
Metellina kirgisica är en spindelart som först beskrevs av Bakhvalov 1974.  Metellina kirgisica ingår i släktet Metellina och familjen käkspindlar. Inga underarter finns listade i Catalogue of Life.